# شكشوكة تركية
الشكشوكة التركية هو طبق جانبي تركي أو مقبلات مصنوع من الخضار المطبوخة في زيت الزيتون. قد تختلف الخضروات المعينة من منطقة إلى أخرى لكن الباذنجان مكون شائع. تطبخ في بالق أسير بالطماطم الخضراء. يشمل الطبق أحيانًا البطاطا والفلفل أيضًا.
مع أنه يشترك في نفس أصل الكلمة مثل شكشوكة (من لهجة عربية شمال إفريقية تعني مختلط، فإن الشكشوكة التركية طبق مختلف تمامًا ولا يحتوي على البيض وهو بذلك خُضري. أقرب نظير لشكشوكة في المطبخ التركي هو منمن ، وهو في الأساس شكشوكة بدون هريسة.